# Les Époux célibataires
Pour plus de détails, voir Fiche technique et Distribution.
Les Époux célibataires est un film franco-allemand réalisé par Jean Boyer et Arthur Robison, sorti en 1935.

## Fiche technique
- Titre : Les Époux célibataires
- Réalisation : Jean Boyer et Arthur Robison
- Supervision de la réalisation : Raoul Ploquin
- Scénario : Arthur Robison, Walter Supper et B.E. Lüthge
- Dialogues : Jean Boyer
- Photographie : Robert Barbeske
- Décors : Otto Hunte
- Costumes : Fritz Rosentreter
- Son : Erich Leistner
- Musique : Theo Mackeben
- Montage : Herbert B. Fredersdof
- Production : Alliance cinématographique européenne (ACE)- Universum Film AG
- Pays d'origine :  France -  Reich allemand
- Format :  Noir et blanc - 1,37:1 - 35 mm
- Genre : Comédie
- Durée : 97 minutes
- Date de sortie : France - 19 juillet 1935

## Distribution
- Sim Viva : Cherry
- Mona Goya : Fleurette
- Alfred Pizella : Henry[1]
- Gaston Gabaroche : Murphy
- Jean Rousselière : William
- Germaine Charley : Patricia
- Félix Oudart : le directeur
- Madeleine Guitty : l'habilleuse
- Andrée Canti
- Andrée Champeaux

### Annexe
- Liste des longs métrages allemands créés sous le nazisme